# Sandur (Illes Fèroe)
Sandur és un poble i municipi situat a l'illa de Sandoy, a les illes Fèroe. Amb 537 habitants (2021) Sandur és el poble més gran de l'illa.

## Geografia
Sandur es troba a la costa oest de l'illa Sandoy. Malgrat la seva situació oriental la seva costa mira al sud. El centre del poble és en una península entre els llacs Gróthúsvatn al nord-oest i Sandsvatn al nord-est, i entre les badies Grótvík i Sandsvágur. Sandsvágur és una de les poques platges de sorra de les Illes Fèroe, i és amb diferència la més gran de l'arxipèlag.
L'orografia de la rodalia de Sandur és relativament plana, i les muntanyes de la zona no són gaire altes si les comparem amb les altres muntanyes feroeses.

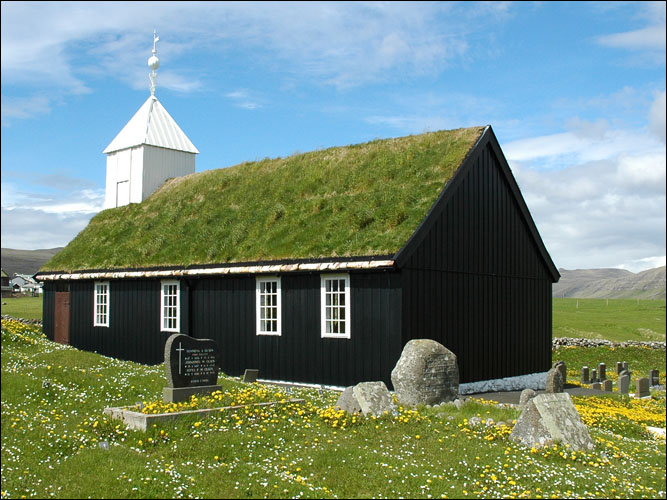
Església de Sandur.

Sandur està comunicat per mitjà de carretera amb tots els pobles de Sandoy. Hi ha servei públic d'autobusos. Del port de Sandur hi surt un transbordador cap a Gamlarætt, el nou port de Tórshavn per a transbordadors, situat al nord del poble de Kirkjubøur. També a Sandur hi ha un servei de transbordador, només per a persones, que connecta amb l'illa de Skúvoy, al sud del poble.

## Història
Sandur surt en un text escrit per primer cop al Hundabrævið, document del segle xiv.que pretenia regular la tinença de gossos a les illes. Tanmateix, excavacions arqueològiques al poble han demostrat la presència humana a la zona des de l'era vikinga, al segle ix, quan van arribar els primers colons nòrdics a l'arxipèlag. Sandur era el lloc de celebració d'una assemblea (ting) que se celebrava anualment i que tenia jurisdicció sobre tota Sandoy.
En una excavació de 1863 es van descobrir diverses monedes relacionades amb un enterrament al cementiri. Aquest troballa arqueològica es coneix com el tresor de Sandur, i es conserva actualment al Museu Nacional de les Illes Fèroe de Tórshavn. Consisteix en 98 monedes de plata, les més antigues de les quals són dels voltants de l'any 1000.
El 1969 i 1970 es va realitzar una nova investigació arqueològica a la rodalia de l'església. Es van descobrir restes d'unes altres 4 esglésies, la més antiga de les quals era una stavkirke del segle xii. A principis del segle xxi noves investigacions van descobrir restes d'habitatges de l'any 900.

## Cultura i esport
L'església de Sandur va ser conclosa el 1839. És una església típica feroesa de fusta amb sostre d'herba. Un incendi el 1988 va danyar part de l'església; però, va ser reconstruïda de manera idèntica a com era al segle xix.
Sandur compta també amb un petit museu d'art.
El poble és seu del club de futbol B71 Sandoy, que representa tota l'illa i que va guanyar la Lliga feroesa de futbol el 1989. El club té el camp, anomeat l Inni í Dal, a l'escola de secundària de Sandoy, una institució localitzada al terme municipal de Sandur però construïda amb finançament dels quatre municipis de l'illa.